# クルチ
スルタン・マフムード・ハンは、ヤルカンド・ハン国のハン（在位：1632年 - 1635年）。クルチとも。

## 概要
シュジャーウッディーン・アフマドの孫。1628年、叔父のアブドゥッラティーフよりカシュガルの総督に任命された。1632年、兄のアブー・アル＝アフマド・ハージ・ハンを君主位から引きずり下ろし、自らが即位した。 シャー＝マウウード・チュラスによると、イスハーキーヤのホージャ・シャーディーが首謀した企みにより暗殺され、他の史料によると、トルファンへの遠征の準備中にアルコールの過剰摂取で死亡したという。
マフムードの死後、アブー・アル＝アフマド・ハージが復位した。